# Otto II van Chiny
Otto II van Chiny (circa 1065 - 1131) was van 1106 tot aan zijn dood graaf van Chiny. Hij behoorde tot het karolingische huis der Herbertijnen.

## Levensloop
Otto II was een zoon van graaf Arnold I van Chiny uit diens huwelijk met Adelheid, dochter van graaf Hilduin IV van Montdidier.
Hij volgde zijn overleden vader in 1106 op als graaf van Chiny en zette de bouw van de Abdij van Orval verder, die zijn vader in 1070 was begonnen. In 1124 werd de abdij ingewijd en in 1131 vestigde zich er een gemeenschap van Cisterciënzermonniken. Omstreeks die periode overleed Otto II.
Otto II trad in het huwelijk met Adelheid (1068-1124), dochter van graaf Albert III van Namen. Uit hun huwelijk zijn zeven kinderen bekend:
- Ida (overleden in 1117), huwde in 1099 met graaf Godfried I van Leuven
- Oda (overleden in 1134), huwde met graaf Giselbert II van Duras
- Hugo, jong gestorven
- Albert I (overleden in 1162), graaf van Chiny
- Frederik (overleden na 1124), proost in Reims
- Albero II (overleden in 1145), bisschop van Luik
- Eustaas (overleden na 1156), huwde met een dochter van Wiger van Borgworm, avoué van de Sint-Lambertuskathedraal in Luik en Haspengouw